# Alnashetri
Alnashetri là một chi khủng long, được Makovicky Apesteguía & Gianechini mô tả khoa học năm 2012. được biết đến mọc từ  Phấn trắng muộn (giai đoạn tầng Cenoman) ở La Buitrera, tỉnh Río Negro, Argentina. Chi này có một loài đã biết, Alnashetri cerropoliciensis. Phần còn lại của nó đã được phát hiện trong Hệ tầng Candeleros.